# El missatger de la mort
El Missatger de la mort (títol original: Messenger of Death) és una pel·lícula policíaca estatunidenca dirigida per J. Lee Thompson el 1988. Ha estat doblada al català

## Argument
Garret Smith, cèlebre reporter al Denver Tribuna, cobreix el tema d'una horrible massacre d'una família de mormons, totes les esposes i els nens han estat assassinats. Sembla que l'afer s'explica pels costums estranys dels mormons, que admeten que de vegades cal matar per salvar l'ànima de qui està posseït per l'Antichrist. Vist més de prop, l'afer no és potser tant intern dels mormons com tot això...

## Repartiment
- Charles Bronson: Garret Smith
- Trish Van Devere: Jastra Watson
- Laurence Luckinbill: Homer Foxx
- Daniel Benzali: Cap de la policia Barney Doyle
- Marilyn Hassett: Josephine Fabrizio
- Charles Dierkop: Orville Beecham
- Jeff Corey: Willis Beecham
- John Ireland: Zenas Beecham
- Penny Peyser: Trudy Pike
- Gene Davis: conductor de l'assassí
- John Solari: assassí
- Jon Cedar: Saul
- Tom Everett: Wiley
- Duncan Gamble: Tinent Scully
- Bert Williams: xèrif Yates